# Genalguacil (kommunhuvudort)
Genalguacil är en kommunhuvudort i Spanien.   Den ligger i provinsen Provincia de Málaga och regionen Andalusien, i den södra delen av landet, 500 km söder om huvudstaden Madrid. Genalguacil ligger 540 meter över havet och antalet invånare är 551.
Terrängen runt Genalguacil är huvudsakligen kuperad, men söderut är den bergig. Runt Genalguacil är det tätbefolkat, med 308 invånare per kvadratkilometer. Närmaste större samhälle är Estepona, 15,3 km sydost om Genalguacil. 